# Lin Yanfen
Lin Yanfen (chinesisch 林燕芬, * 4. Januar 1970 in Guangzhou) ist eine ehemalige Badmintonspielerin aus der Volksrepublik China.

## Karriere
Lin Yanfen gewann 1992 bei ihrer einzigen Olympiateilnahme Bronze im Damendoppel mit Yao Fen. Siegreich waren beide bei den All England 1992, den Swedish Open und den China Open des gleichen Jahres.

## Sportliche Erfolge
| Saison | Veranstaltung           | Disziplin   | Platz | Name                       |
| ------ | ----------------------- | ----------- | ----- | -------------------------- |
| 1988   | Bulgarian International | Damendoppel | 1     | Lin Yanfen / Zhang Wanling |
| 1988   | Bulgarian International | Dameneinzel | 1     | Lin Yanfen                 |
| 1989   | Bulgarian International | Mixed       | 1     | Wu Chibing / Lin Yanfen    |
| 1989   | Bulgarian International | Damendoppel | 1     | Lin Yanfen / Zhang Wanling |
| 1989   | Bulgarian International | Dameneinzel | 1     | Lin Yanfen                 |
| 1992   | China Open              | Damendoppel | 1     | Yao Fen / Lin Yanfen       |
| 1992   | Swedish Open            | Damendoppel | 1     | Yao Fen / Lin Yanfen       |
| 1992   | Olympia                 | Damendoppel | 3     | Yao Fen / Lin Yanfen       |
| 1993   | China Open              | Damendoppel | 2     | Lin Yanfen / Pan Li        |
| 1993   | French Open             | Damendoppel | 1     | Yao Fen / Lin Yanfen       |